# Израиль (имя)
Изра́иль, Израи́л (устар. Израи́ль, др.-евр. ישראל‬, Исраэ́ль) — имя собственное, прозвание библейского персонажа Иакова; также этноним — одно из названий евреев; также мужское имя библейского (еврейского) происхождения.
В Библии «Книге Бытия» праотец Иаков после борьбы с Богом получает имя Израиль: «И сказал: как имя твоё? Он сказал: Иаков. И сказал [ему]: отныне имя тебе будет не Иаков, а Израиль, ибо ты боролся с Богом, и человеков одолевать будешь» (Быт. 32:27,28). Эта реплика привела к распространённому толкованию значения имени Израиль — «боровшийся с Богом». Существуют варианты толкования «Эль борется» или «Эль сражается». По другой версии имя Израиль происходит от глагола śarar («управлять, быть сильным, быть облечённым доверием») и означает «Бог правит» или «Бог судит». В «Библии короля Якова» приводится толкование Израиль — «Принц Божий». В христианской традиции существует толкование имени Израиль как «ум, видящий Бога» (Антоний Великий, третье послание).
Первое в истории упоминание слова «Израиль» обнаружено на стеле Мернептаха на территории Древнего Египта (конец XIII века до н. э.) и относится к народу, а не к стране.
Впоследствии имя Израиль проникло и в другие языки.
В русском языке — из др.-рус. и ст.‑слав. Из(д)раиль , которое, в свою очередь, — из греч. 'Ισραήλ. Др.-русск. израильтяне (Пересветов и др.), ст.‑слав. израилитѣне (Супрасльская рукопись) преобразовано из греч. ᾽Ισραηλῖται.
Как редкое имя старой формы оно приводится в «Словаре русских личных имён», где указано, что оно произошло от древнееврейского имени Iis’rā’ēl — «бог властвует».
Производные от имени: Изя, Рая. Среди иудеев на Украине, в России, Румынии, Польше — Сруль, Срул и Исру́л (уменьшит.-ласкат. Сру́лик). В Литве и Белоруссии — Срол и Исро́эл (уменьшит.-ласкат. Сро́лик).

## На других языках
- английский: И́зраэл (Israel), Айра (Ira)
- иврит: Исраэ́ль (ישראל)
- идиш: (И)сро́эл, (И)сру́л (ישראל, סראָל)[уточнить]